# Christiaan Van Driessche
Christiaan Van Driessche (* 1944) ist ein belgischer Diplomat.

## Leben
Christiaan Van Driessche studierte die Rechtswissenschaften, trat 1984 in den auswärtigen Dienst und war in Subsahara-Afrika, Brasilien und Israel akkreditiert. Vom 19. Juli 2000 bis 10. Januar 2001 war er Botschafter in Lagos, Nigeria. Von 11. Juni 2003 bis 2004 war er Botschafter in Addis Abeba. Mit einem Dekret von Albert II. vom 18. Juli 2008 suchte Christiaan Van Driessche bei der algerischen Regierung von Ahmed Ouyahia um Exequatur als Generalkonsul für Algier an. Seit dem 1. September 2008 ist er Botschafter in Algier.
| Vorgänger                 | Amt                                                             | Nachfolger         |
| ------------------------- | --------------------------------------------------------------- | ------------------ |
| —                         | belgischer Botschafter in Lagos 19. Juli 2000 – 10. Januar 2001 | Jozef Smets        |
| 1996:Jean-Pierre Biebuyck | belgischer Botschafter in Addis-Abeba 11. Juni 2003 – 2004      | Günther Sleeuwagen |
| Baudouin Vanderhulst      | belgischer Botschafter in Algier 1. September 2008              | —                  |

| Personendaten    | Personendaten             |
| ---------------- | ------------------------- |
| NAME             | Van Driessche, Christiaan |
| KURZBESCHREIBUNG | belgischer Diplomat       |
| GEBURTSDATUM     | 1944                      |